# 꼰꼬현
꼰꼬현(베트남어: Huyện Cồn Cỏ / 縣𡑱𦹵)은 베트남 북중부 지방 꽝찌성의 현이다. 꼬섬(Cồn Cỏ)이라는 섬 하나가 꼰꼬현이며, 무이라이 동쪽으로 27km 지점에 위치해 있다.  베트남 전쟁 중에는 타이거섬으로 불렸다.
꼰꼬섬의 면적은 2.3km2로, 언덕의 등각형이며, 최고봉은 63m이다. 이 섬은 화산섬으로, 신석기 시대의 현무암과 현무암 재질로 이루어져 있다.
꼰꼬섬이 꼰꼬현이 되기 전에 꽝찌성 빈린현에 있는 빈꽝사에 있었다. 이 섬은 2004년 10월 1일 제정된 법령 174/2004년 ND-CP를 통해 현이 되었다. 성의 공무원들은 2005년 4월 18일 이 현을 만들기 위한 기념식을 열었다.
2003년을 기준으로 꼰꼬현의 인구는 400명이다. 꼰꼬현은 면적이 2km2로 베트남에서 가장 작은 현 중 하나이다. 꼰꼬현의 현도는 다오 꼰꼬에 있다.

## 역사
최근의 고고학적 연구에 따르면, 섬의 벤응에 지역에 수만년 전, 석기시대까지 거슬러 올라가는 것으로 추정되는 암석 조각들이 있다. 기원 후 처음 몇 세기 동안, 참족들이 그 섬에 살았다.
1994년에 행해진 발굴은 17세기와 18세기 동안 이 섬이 베트남 해상 상인들의 도중 하차지였다는 것을 보여준다.
응우옌 왕조 시대에 이 섬은 죄수들을 투옥시키는 데 사용되었고, 그 곳에서 쇠사슬이나 쇠붙이 같은 물건들이 발견되었다.
베트남 비무장지대와 가깝기 때문에, 베트남 전쟁 동안 타이거 섬은 북베트남 군대의 기지로 사용되었다.
1965년 3월 14일, 그 섬은 베트남 공군 A-1 스카이 라이더의 공격을 받았다.
1972년 6월 27일, 타이거 섬의 북베트남 해안포는 USS Blue Ridge를 포함한 미국 군함에 발포하여 끄어비엣강 근처에 남베트남 해병대의 상륙을 지원하였다.

## 기후
| Cồn Cỏ의 기후                                               | Cồn Cỏ의 기후 | Cồn Cỏ의 기후 | Cồn Cỏ의 기후 | Cồn Cỏ의 기후 | Cồn Cỏ의 기후 | Cồn Cỏ의 기후 | Cồn Cỏ의 기후 | Cồn Cỏ의 기후 | Cồn Cỏ의 기후 | Cồn Cỏ의 기후 | Cồn Cỏ의 기후 | Cồn Cỏ의 기후 | Cồn Cỏ의 기후   |
| 월                                                          | 1월           | 2월           | 3월           | 4월           | 5월           | 6월           | 7월           | 8월           | 9월           | 10월          | 11월          | 12월          | 연간            |
| ----------------------------------------------------------- | ------------- | ------------- | ------------- | ------------- | ------------- | ------------- | ------------- | ------------- | ------------- | ------------- | ------------- | ------------- | --------------- |
| 역대 최고 기온 °C (°F)                                      | 31.6 (88.9)   | 34.2 (93.6)   | 34.2 (93.6)   | 35.8 (96.4)   | 38.6 (101.5)  | 37.8 (100.0)  | 37.8 (100.0)  | 38.1 (100.6)  | 37.5 (99.5)   | 34.2 (93.6)   | 31.6 (88.9)   | 30.7 (87.3)   | 38.6 (101.5)    |
| 일평균 최고 기온 °C (°F)                                    | 23.0 (73.4)   | 23.2 (73.8)   | 24.8 (76.6)   | 27.7 (81.9)   | 31.1 (88.0)   | 33.0 (91.4)   | 33.1 (91.6)   | 32.7 (90.9)   | 30.8 (87.4)   | 28.9 (84.0)   | 26.7 (80.1)   | 24.0 (75.2)   | 28.3 (82.9)     |
| 일일 평균 기온 °C (°F)                                      | 20.7 (69.3)   | 20.9 (69.6)   | 22.2 (72.0)   | 24.8 (76.6)   | 27.8 (82.0)   | 29.5 (85.1)   | 29.6 (85.3)   | 29.4 (84.9)   | 28.1 (82.6)   | 26.6 (79.9)   | 24.6 (76.3)   | 22.0 (71.6)   | 25.5 (77.9)     |
| 일평균 최저 기온 °C (°F)                                    | 18.9 (66.0)   | 19.2 (66.6)   | 20.4 (68.7)   | 22.8 (73.0)   | 25.4 (77.7)   | 27.2 (81.0)   | 27.2 (81.0)   | 27.1 (80.8)   | 25.8 (78.4)   | 24.5 (76.1)   | 22.9 (73.2)   | 20.4 (68.7)   | 23.5 (74.3)     |
| 역대 최저 기온 °C (°F)                                      | 10.7 (51.3)   | 13.3 (55.9)   | 12.4 (54.3)   | 17.1 (62.8)   | 19.3 (66.7)   | 22.7 (72.9)   | 22.6 (72.7)   | 23.5 (74.3)   | 21.0 (69.8)   | 18.7 (65.7)   | 14.2 (57.6)   | 11.1 (52.0)   | 10.7 (51.3)     |
| 평균 강수량 mm (인치)                                       | 147.9 (5.82)  | 69.1 (2.72)   | 62.7 (2.47)   | 58.6 (2.31)   | 81.0 (3.19)   | 72.9 (2.87)   | 65.9 (2.59)   | 172.5 (6.79)  | 426.5 (16.79) | 512.2 (20.17) | 317.0 (12.48) | 237.5 (9.35)  | 2,223.8 (87.55) |
| 평균 강우일수                                               | 15.8          | 13.0          | 11.5          | 8.3           | 7.8           | 4.7           | 4.7           | 8.2           | 14.9          | 19.2          | 17.8          | 18.4          | 144.7           |
| 평균 상대 습도 (%)                                          | 89.6          | 92.2          | 92.6          | 91.2          | 86.0          | 78.9          | 76.9          | 78.1          | 82.7          | 85.0          | 84.4          | 86.0          | 85.4            |
| 평균 월간 일조시간                                          | 89.6          | 107.6         | 148.0         | 142.2         | 248.7         | 259.9         | 277.8         | 215.0         | 173.9         | 95.1          | 82.3          | 91.6          | 1,931.4         |
| 출처: Vietnam Institute for Building Science and Technology |               |               |               |               |               |               |               |               |               |               |               |               |                 |